# Det Danske Fjerkræraad
Det Danske Fjerkræraad er en paraplyorganisation for producenter af fjerkræ i Danmark. Rådet har Landsudvalget for Fjerkræ, Dansk Slagtefjerkræ og Ægudvalget under sig.
I 1992 fusionerede Det Danske Fjerkræraad med Fjerkrærådet og hed frem til 1995 Dansk Erhvervsfjerkræ. Sammen med Danske Slagterier og Kødbranchens Fællesråd dannedes i 2006 fællesorganisationen Danish Meat Association, men de enkelte organisationer eksisterer fortsat.
Fjerkrærådet har til opgave at varetage fjerkræbranchens erhvervspolitik overfor hovedsageligt Folketinget og EU's institutioner samt at sørge for koordineringen af indsatsen for sygdomsbekæmpelse og vaccinationer. Desuden står rådet for koordineringen af forskningen indenfor fjerkræproduktion. Det Danske Fjerkræraad repræsenterer fjerkræbranchen i Landbrugsraadet og er med til at finansiere Landscentret Fjerkræ i Skejby ved Århus.